# نارنج بن پایین
نارنج بن پایین، روستایی از توابع بخش اتاقور شهرستان لنگرود در استان گیلان ایران است.

## جمعیت
این روستا در دهستان اتاقور قرار دارد و براساس سرشماری مرکز آمار ایران در سال ۱۳۸۵، جمعیت آن ۱۰۵ نفر (۲۷خانوار) بوده‌است.